# 누비질

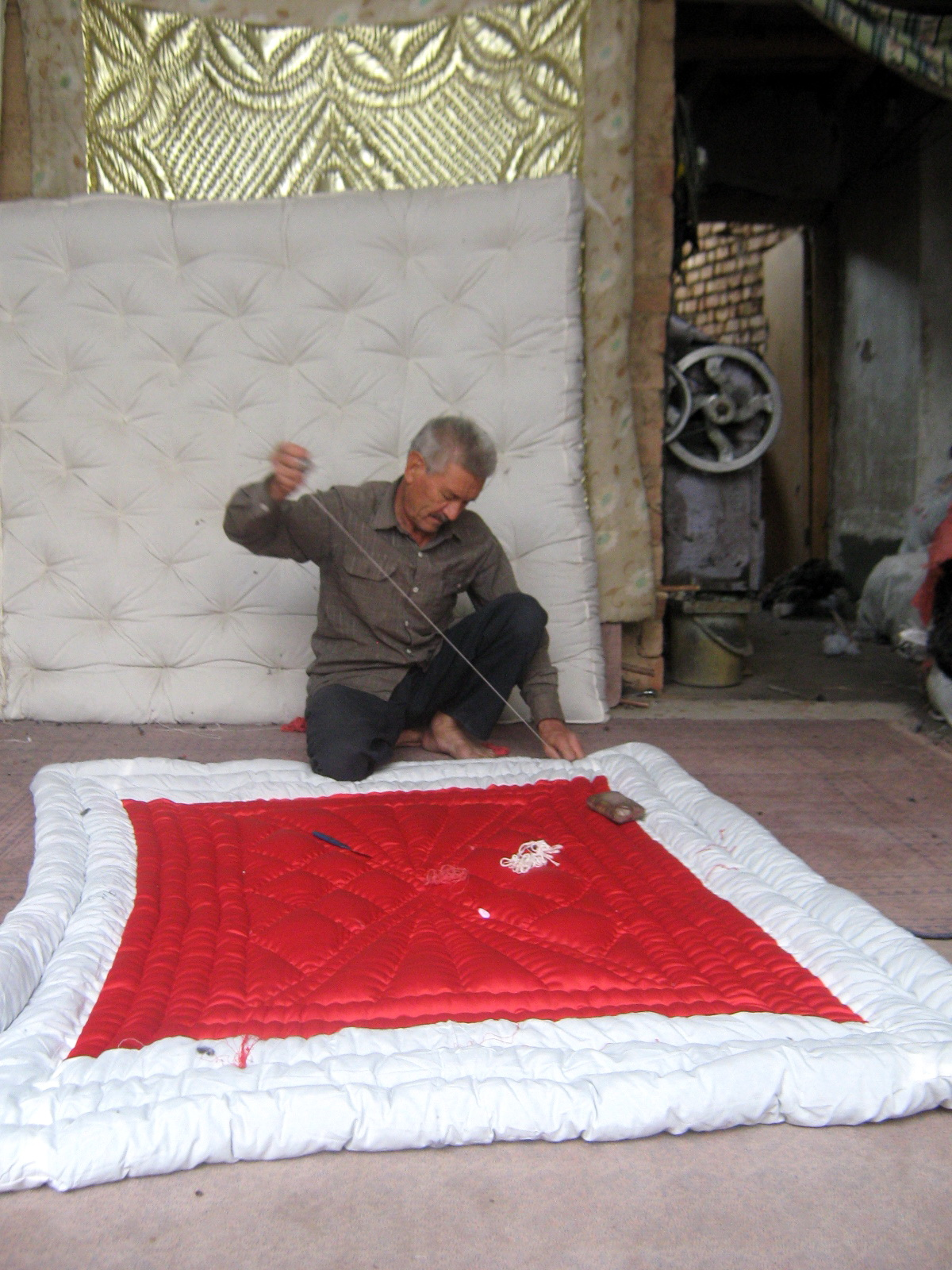
이란의 누비질

퀼팅(quilting)은 누비질을 말한다. 옷감 두 겹 사이에 솜을 얇게 두고 직선 또는 여러 가지 무늬로 박거나, 옷감 두 겹을 겹쳐 놓고 무늬의 가장자리선을 손박음질해 놓은 다음 약간 크게 마름질한 안감을 조금 찢어 송곳으로 솜을 밀어 넣고 감침질하여 무늬를 입체화시키기도 한다. 퀼팅은 은근하고 품위 있는 장식으로서 겨울 용품에 많이 쓰인다.